# Wynn
| Nombre            | Protogermánico | Anglosajón   |
| Nombre            | Wunjō          | Wynn         |
| Nombre            |                |              |
| Unicode           | ᚹ U+16B9       | ᚹ U+16B9     |
| Transliteración   | w              | w            |
| Transcripción     | w              | w            |
| Sonido AFI        | [w]            | [w]          |
| Puesto alfabético |                | 8            |
| Ætt               |                | Ætt de Freyr |

Wynn o *wunjō (nombres en anglosajón y protogermánico respectivamente) son los nombres de una runa que terminaría convirtiéndose en una letra del alfabeto del inglés medio, (Ƿ ƿ) (escrito wynn o wen). En ambos casos se usaba para representar el sonido /w/.

## Runa
El nombre de la runa, Ƿenne o Wenne, que significa "alegría, dicha" se conoce por el poema rúnico anglo-sajón, el único de los tres en el que aparece:
| Poema rúnico anglosajón:                                                                                | Traducción: |
| Ƿenne bruceþ, ðe can ƿeana lyt sares and sorge and him sylfa hæfþ blæd and blysse and eac byrga geniht. | Dicha la que disfruta el que no conoce sufrimiento, pena ni preocupación, y tiene prosperidad y felicidad y una casa lo bastante grande. |

Esta runa aparece tanto en el alfabeto futhark antiguo como en el futhorc pero no se continuó en el reducido futhark escandinavo. La letra equivalente en el alfabeto gótico, 𐍅 (w), se llama winja, lo que permite la reconstrucción proto-germánica del nombre de la runa como *wunjô (alegría).

## Letra latina

Letra wynn mayúscula (izq.) y minúscula (dcha.).

Wynn junto con þ son las únicas runas que pasaron a formar parte del alfabeto latino inglés, o cualquier otra variación del alfabeto latino.
Mientras que los primeros textos en inglés antiguo representaban este fonema con el dígrafo «uu», los escribas pronto tomaron prestada la runa wynn (ᚹ). Durante toda la etapa anglosajona permaneció como letra estándar, aunque finalmente cayó en desuso (quizás por la influencia de la ortografía francesa o porque se confundía con la «p») durante el periodo del inglés medio, alrededor de 1300. Fue reemplazada de nuevo por «uu», del cual surgiría el grafema «w» moderno.
En la actualidad existe la práctica de substituir esta letra por «w» en la transcripción de los textos antiguos ingleses.

## Wynn en Unicode
Mayúscula latina Wynn 	Ƿ 	U+01F7
Minúscula latina Wynn 	ƿ 	U+01BF
Letra rúnica Wynn 	ᚹ 	U+16B9